# Lista das músicas brasileiras mais regravadas
A lista das músicas brasileiras mais regravadas foi feito com base em dados do Escritório Central de Arrecadação e Distribuição (ECAD), que é o órgão responsável por captar e distribuir valores pagos pela execução de canções em eventos e nos mais diversos tipos de mídia.

## Lista de 2022
| Posição | Música                 | Autor(es)                        | Gravações |
| ------- | ---------------------- | -------------------------------- | --------- |
| 1ª      | Garota de Ipanema      | Tom Jobim/Vinicius de Moraes     | 423       |
| 2ª      | Aquarela do Brasil     | Ary Barroso                      | 416       |
| 3ª      | Carinhoso              | Braguinha/Pixinguinha            | 414       |
| 4ª      | Asa Branca             | Humberto Teixeira/Luiz Gonzaga   | 361       |
| 5ª      | Manhã de Carnaval      | Luiz Bonfá/Antonio Maria         | 293       |
| 6ª      | Eu Sei Que Vou Te Amar | Tom Jobim/Vinicius de Moraes     | 268       |
| 7ª      | Corcovado              | Tom Jobim                        | 256       |
| 8ª      | Chega de Saudade       | Tom Jobim/Vinicius de Moraes     | 254       |
| 9ª      | Wave                   | Tom Jobim                        | 253       |
| 10ª     | Desafinado             | Tom Jobim/Newton Mendonça        | 241       |
| 11ª     | As Rosas Não Falam     | Cartola                          | 220       |
| 12ª     | Insensatez             | Tom Jobim/Vinicius de Moraes     | 200       |
| 13ª     | O Barquinho            | Roberto Menescal/Ronaldo Bôscoli | 197       |
| 14ª     | O Menino da Porteira   | Luizinho/Teddy Vieira            | 191       |
| 15ª     | A Felicidade           | Tom Jobim/Vinicius de Moraes     | 189       |

## Lista de 2021
| Posição | Música                 | Autor(es)                        | Gravações |
| ------- | ---------------------- | -------------------------------- | --------- |
| 1ª      | Carinhoso              | Braguinha/Pixinguinha            | 411       |
| 2ª      | Aquarela do Brasil     | Ary Barroso                      | 409       |
| 3ª      | Garota de Ipanema      | Tom Jobim/Vinicius de Moraes     | 402       |
| 4ª      | Asa Branca             | Humberto Teixeira/Luiz Gonzaga   | 316       |
| 5ª      | Manhã de Carnaval      | Luiz Bonfá/Antonio Maria         | 290       |
| 6ª      | Eu Sei Que Vou Te Amar | Tom Jobim/Vinicius de Moraes     | 263       |
| 7ª      | Corcovado              | Tom Jobim                        | 249       |
| 8ª      | Wave                   | Tom Jobim                        | 245       |
| 9ª      | Chega de Saudade       | Tom Jobim/Vinicius de Moraes     | 240       |
| 10ª     | Desafinado             | Tom Jobim/Newton Mendonça        | 231       |
| 11ª     | As Rosas Não Falam     | Cartola                          | 220       |
| 12ª     | Insensatez             | Tom Jobim/Vinicius de Moraes     | 200       |
| 13ª     | O Barquinho            | Roberto Menescal/Ronaldo Bôscoli | 197       |
| 14ª     | O Menino da Porteira   | Luizinho/Teddy Vieira            | 191       |
| 15ª     | A Felicidade           | Tom Jobim/Vinicius de Moraes     | 189       |